# Turbonilla enna
Turbonilla enna är en snäckart som beskrevs av Bartsch 1927. Turbonilla enna ingår i släktet Turbonilla och familjen Pyramidellidae. Inga underarter finns listade i Catalogue of Life.